# Mabini (Bohol)
Mabini is een gemeente in de Filipijnse provincie Bohol op het gelijknamige eiland. Bij de census van 2015 telde de gemeente ruim 27 duizend inwoners.

## In het nieuws
- Op 9 maart 2005 sterven minstens 29 Filipijnse schoolkinderen van de San Jose Elementary School aan de gevolgen van voedselvergiftiging na het eten van cassave. Nog eens 60 kinderen moeten worden opgenomen in het ziekenhuis.

## Geografie

### Bestuurlijke indeling
Mabini is onderverdeeld in de volgende 22 barangays:
| - Abaca - Abad Santos - Aguipo - Concepcion - Baybayon - Bulawan - Cabidian - Cawayanan - Del Mar - Lungsoda-an - Marcelo | - Minol - Paraiso - Poblacion I - Poblacion II - San Isidro - San Jose - San Rafael - San Roque (Cabulao) - Tambo - Tangkigan - Valaga |

## Demografie
Mabini  had bij de census van 2015 een inwoneraantal van 27.171 mensen. Dit waren 1.003 mensen (3,6%) minder dan bij de vorige census van 2010. Ten opzichte van de census van 2000 was het aantal inwoners afgenomen met 79 mensen (0,3%). De gemiddelde jaarlijkse groei in die periode kwam daarmee uit op -0,02%, hetgeen afweek van het landelijk jaarlijks gemiddelde over deze periode (1,84%).

De bevolkingsdichtheid van Mabini  was ten tijde van de laatste census, met 27.171 inwoners op 104,57 km², 259,8 mensen per km².

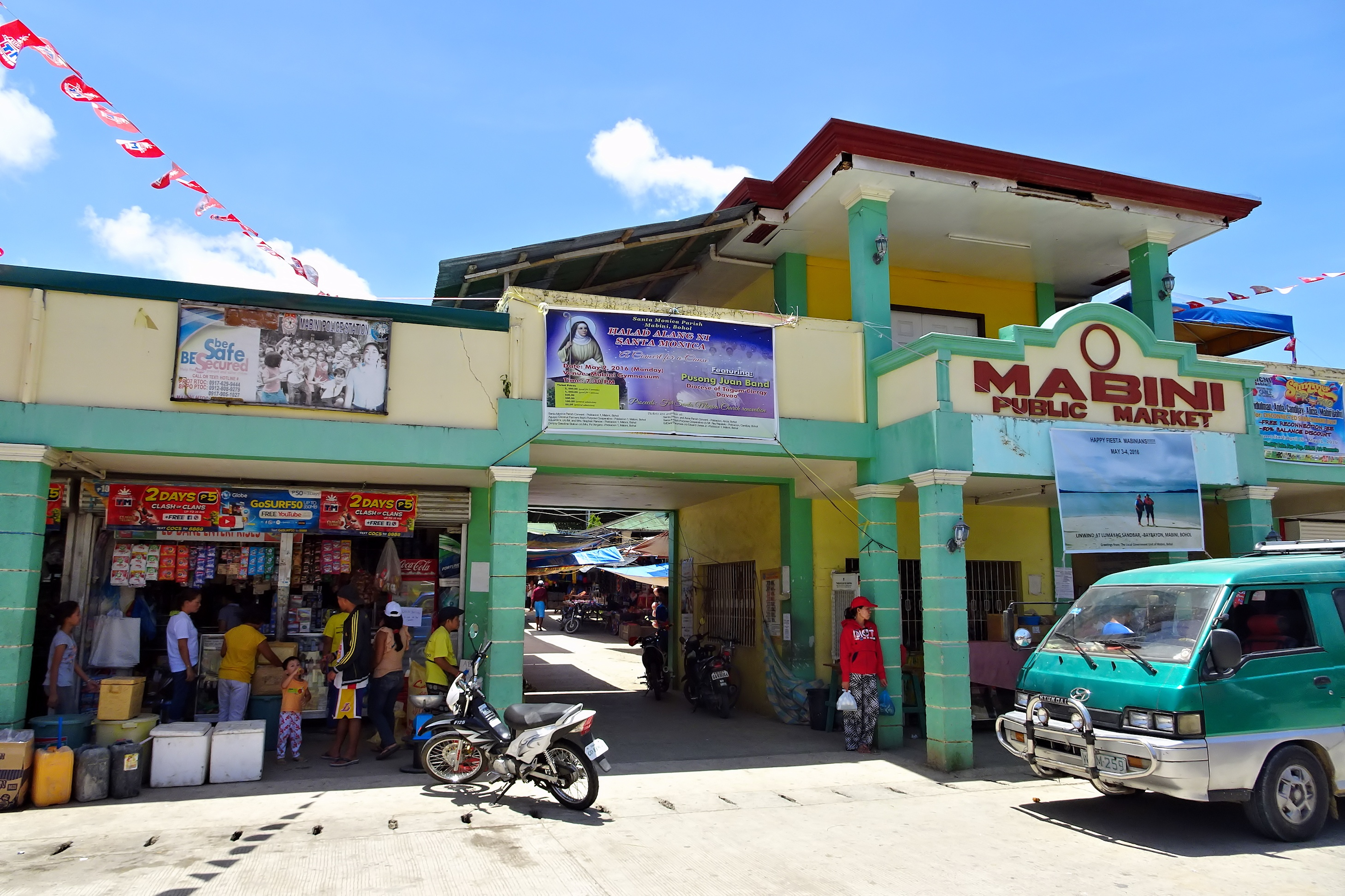
Openbare markt van Mabini